# Brosna
Brosna är en ort i republiken Irland.   Den ligger i grevskapet Ciarraí och provinsen Munster, i den sydvästra delen av landet, 230 km sydväst om huvudstaden Dublin. Brosna ligger 142 meter över havet och antalet invånare är 210.
Terrängen runt Brosna är kuperad åt sydost, men åt nordväst är den platt. Runt Brosna är det glesbefolkat, med 10 invånare per kvadratkilometer. Närmaste större samhälle är Abbeyfeale, 7,6 km norr om Brosna. I omgivningarna runt Brosna växer i huvudsak blandskog.